# Stolderij
Stolderij was een gehucht met twee huizen in de gemeente Eemsdelta van de Nederlandse provincie Groningen gelegen ten zuidwesten van het dorp Wagenborgen, aan de oude weg naar Siddeburen, die hier Stolderijweg wordt genoemd. De plek is vooral bekend vanwege het oorlogsmonument. De naam is ontleend aan een vroegere bewoner.

## Stolderijkolk
Tot 1926 lag hier de Stolderijkolk, een doorbraakkolk van ruim 1 ha die was ontstaan in de Veendijk, mogelijk tijdens de Allerheiligenvloed van 1570 of bij een latere stormvloed. Deze Nieuwe Kolk wordt in 1642 voor het eerst vermeld. Via de Tochtsloot stond de kolk in verbinding met het Janjemeer. 
Het boerderijtje ten westen van de kolk werd van 1708 tot 1747 bewoond door Harm Geerts Stol uit Foxhol en in 1787 betiteld als de Stolderie. Zijn nakomelingen noemden zich Staal. 
De weg slingerde vroeger rondom de plas. Begin 20e eeuw was de Stolderijkolk verworden tot een rietmoeras. In 1926 werd de weg verhard. Met de grond afkomstig van de voormalige groene dijk werd de kolk gedempt. De weg werd daarna recht getrokken. Later werd het perceel verkaveld en verdween de vorm van de kolk uit het landschap. De contouren zijn echter nog wel zichtbaar op luchtfoto's en hoogtekaarten.
Volgens een sage was ooit een span paarden met een sjees in de kolk verdwenen. Ook beweerde men wel witte wieven rond de kolk te hebben zien spoken. Nog in 1926 zouden de werklui moeite hebben gehad het gat te dempen.
De Stolderijkolk was niet de enige doorbraakkolk in Wagenborgen; er waren ook de Molenkolck (genoemd sinds 1611), de Doodkolk bij de Dootcamp, de kolk bij de Overtocht en de Lange kolck (1625). De eerste was waarschijnlijk de Rötkolk op de Garst, eerder gebruikt om vlas of hennep te laten roten, maar in de volksmond afgeleid van de ratten die hier zouden rondzwerven.  Ook was er een Kolckvenne. 

## Gedenkteken
Aan het einde Tweede Wereldoorlog werd in de strijd om Delfzijl bij de Stolderij zwaar gevochten. Bij de oorlogshandelingen tussen 21 en 23 april 1945 sneuvelden verschillende Canadese soldaten. Op de plek is een gedenkplaquette met een grafhek aangebracht. In 2010 plantte een Canadese veteraan een esdoorn ter nagedachtenis aan de gesneuvelden (het esdoornblad is het embleem van Canada).
Groningen: Steden en dorpen      Nederland: Provincies · Gemeenten